# Cafelândia (Paraná)
Cafelândia é um município brasileiro localizado na Região Metropolitana de Cascavel, Mesorregião Oeste do estado do Paraná.
A população estimada em 2019 foi de 18 120 habitantes.

## História
De acordo com as pesquisas arqueológicas mais recentes, os primeiros indícios da presença humana no oeste do atual estado do Paraná datam de cerca de 10.000 anos atrás. Esses primeiros grupos produziam diferentes tipos de ferramentas de pedra (também conhecidos como instrumentos líticos), tais como percutores, raspadores, machados e pontas de flecha, sendo geralmente associados às Tradições tecnológicas Umbu e Bituruna. Outros tipos de ferramentas feitas de pedra foram identificados em sítios arqueológicos da região, geralmente junto aos maiores rios, comumente associada a grupos ameríndios que habitaram o oeste paranaense a cerca de 7.000 anos atrás, em um período mais quente e úmido do que o anterior. Tais grupos são associados à Tradição Tecnológica Humaitá, caracterizada pela ausência de pontas de flecha e instrumentos líticos de grandes dimensões. Esses conjuntos de instrumentos líticos – embora com variações – já foram identificados em diversos sítios arqueológicos da região Sul e Sudeste, sendo portanto bastante difundidos entre diversos grupos ameríndios.
Já os primeiros grupos ceramistas teriam alcançado o vale do rio Piquiri há cerca de dois mil anos atrás. Em maior número, nômades e agricultores, baseavam sua dieta alimentar em plantas ricas em carboidratos (como o milho e a mandioca), coleta de frutos, raízes e nozes silvestres, além da proteína obtida através de pesca e caça. Associados à Tradição Itararé-Taquara, esses grupos produziam cerâmicas de pequenas dimensões, com pouca ou nenhuma decoração. Também são conhecidos pela construção de casas subterrâneas, uma técnica difundida entre esses grupos para enfrentar as estações mais frias, sendo estes os antepassados dos povos Kaingang e Xokleng atuais. Além disso, sítios arqueológicos com presença de cerâmicas associadas à Tradição Tupiguarani também foram identificadas na região do vale do rio Piquiri.
Por sua vez, fontes históricas confirmam a presença de grupos indígenas falantes de línguas dos troncos Macro-Jê – como os já mencionados Kaingangs e Xoklengs – e Tupi-Guarani na região entre os rios Ivaí e Piquiri. No caso do citado tronco linguístico Tupi-Guarani, cabe destaque a presença de Guaranis (Kaiowá e Mbyá) e Xetás, também conhecidos como Ivaparés. Com a chegada dos primeiros colonos europeus na região e o desenvolvimento das primeiras expedições exploratórias, estes acabaram por utilizar caminhos terrestres e rotas fluviais regionais associadas atualmente ao famoso Caminho do Peabiru. Como exemplo, podem ser citadas as passagens do explorador alemão Ulrich Schmmidel e Alvar Nuñez Cabeza de Vaca pelo vale do Piquiri, em 1552-1553 e 1541, respectivamente. No caso do último, os relatos escritos de sua passagem pela região apontam claramente a grande presença de aldeias Guaranis.
Apesar da presença colonial espanhola no oeste e norte paranaense remeter aos séculos XVI e XVII, período em que foram fundadas cerca de treze missões jesuíticas no atual território do Paraná – dentre elas, Nossa Senhora de Copacabana, no atual município de Ubiratã –, além de cidades como Ontiveros e Ciudad Real, a presença indígena manteve-se predominante na região até o século XIX. Disputas entre a Coroa Espanhola e Portuguesa por esse território, até então conhecido como Guayrá, caracterizaram boa parte dos séculos XVII e XVIII, sendo comum o financiamento lusitano de incursões bandeirantes pela área, de forma a assegurar o domínio lusitano dessas terras. Todavia, a posse portuguesa das terras paranaenses só foram legalmente confirmadas a partir da assinatura dos Tratados de Madrid (1750) e Santo Ildefonso (1777).
Ainda no que se refere às expedições bandeirantes, estas foram responsáveis não só pela expulsão de jesuítas e colonizadores espanhóis do atual norte e oeste paranaenses, mas também pela escravização de centenas de índigenas que lá habitavam, sendo estes posteriormente vendidos nos núcleos coloniais portugueses na América. De toda forma, apesar da considerável diminuição populacional das populações indígenas locais, muitos de seus traços culturais mantiveram-se vivos através da transformação e da miscigenação tanto entre grupos indígenas de etnias distintas, como entre estes grupos e populações imigrantes.
A preocupação em formular projetos de ocupação efetiva do oeste e norte paranaenses, por outro lado, só ocorre de fato durante o período imperial, em especial após a criação da Província do Paraná, em agosto de 1853. Dentre as razões para preocupação, se destacava a possibilidade de que o território fosse eventualmente anexado pelas repúblicas vizinhas – Paraguai e Argentina –, sendo inclusive comum a presença de camponeses argentinos e paraguaios (conhecidos à época como “mensus”) nessas terras, quase sempre dedicados a extração de erva-mate e madeira. Nesse período tornou-se comum na região as “obrages”, empresas de capital estrangeiro especializadas na exploração desses recursos, podendo ou não ter autorização do governo paranaense para se instalarem em solo nacional. Os “mensus” citados eram trazidos para região pelas “obrages”, dependendo inteiramente destas para suprir necessidades básicas, como abrigo e alimentação. Visto que o próprio deslocamento até a região era cobrado, os "mensus" já chegavam com grandes dívidas junto aos donos das "obrages", tornando-se praticamente escravos, sempre vigiados pelos capatazes dessas empresas.
Entre 1924 e 1925, o avanço da Coluna Prestes na região dos grandes rios do oeste paranaense também se deu no vale do Piquiri, sendo eventualmente encontrados vestígios materiais de conflitos (cartuchos de fuzis, trincheiras e sepultamentos) entre esta e tropas governistas nos limites municipais de Cafelândia.
A partir de meados da década de 1940, teve início um significativo e contínuo fluxo de imigrantes gaúchos, catarinenses e paulistas para o vale do rio Piquiri, atraídos pela fertilidade notável da chamada “terra roxa”. Além da já considerável atividade agrícola, - tanto em termos comerciais quanto de subsistência – também a exploração madeireira sobre as florestas de pinheiros da região atraiu imigrantes e investimento ao local. Surgiu, assim, um pequeno povoado de casas (muitas destas erigidas com base na técnica construtiva do pau-a-pique) de imigrantes, que tomavam “posse” de terras próximas às margens do ribeirão Caixão.
De acordo com a tradição oral local, o primeiro nome do povoado que deu origem a Cafelândia (Caixão) foi dado pelos primeiros colonos quando estes se depararam com um caixão nas margens do já mencionado ribeirão, supostamente jogado por paraguaios. Por outro lado, de acordo com a memorialista local, Marinês Cordeiro, uma outra versão para a origem do nome também é comumente apresentada por moradores mais antigos, que relacionam o termo “caixão” com as características de um curso de água que atravessa o município. Posteriormente, o povoado e a capela (consagrada a Santo Antônio, padroeiro do atual município) foram batizadas de Consolata. Em virtude do grande número de cafezais – base econômica do Oeste Paranaense por boa parte do século XX – o local passou a designar-se Cafelândia.
O vilarejo já contava com uma escola pública no início de 1950, instalada em uma construção de madeira no centro, o qual era – entre outras estruturas – composto por algumas casas comerciais, hotel e residência paroquial junto a capela. Por conseguinte, essa primeira escola segue em funcionamento, sendo atualmente gerida pelo próprio município e conhecida como Colégio Municipal Theofânio Agapito Maltezo. Em 1970, é inaugurada a Paróquia de Nossa Senhora Consolata, no mesmo sítio onde antes havia sido construída a capela de madeira. A ligação dos fieis católicos de Cafelândia com Nossa Senhora Consolata deve-se à atuação do padre italiano Luís Luise no então povoado, já que este pertencia a uma congregação missionária dedicada à Maria Santíssima.
Em um primeiro momento, o povoado pertenceu ao município de Cascavel, tornando-se um distrito por meio da Lei Municipal n°166, de 7 de dezembro de 1961, com a denominação de Cafelândia do Oeste, seguindo parcialmente a nomenclatura que já era utilizada entre os moradores da localidade há alguns anos. Por conseguinte, em 31 de dezembro de 1962, pela Lei Estadual n.º 4.668, de, o distrito de Cafelândia do Oeste passou a denominar-se simplesmente Cafelândia. A ligação do distrito com a sede do município de Cascavel era feita através de uma estrada de terra construída na década de 1950, servindo também como rota de escoamento da produção agropecuária local. Finalmente, em 28 de dezembro de 1979, através da Lei Estadual n.° 7.292, Cafelândia é emancipada, embora só tenha se tornado efetivamente um município administrativamente independente de Cascavel em 1983.

## Turismo
O principal evento da cidade de Cafelândia é a Festa do Frango, que é realizada anualmente em novembro, para comemorar o aniversário de emancipação do município que é em 25 de novembro.